# Medresa Mustansirija
Medresa Al-Mustansirija (arabsko المدرسة المستنصرية) je bil srednjeveški znanstveni kompleks, ki je zagotavljal univerzalni sistem visokošolskega izobraževanja. Ustanovljen je bil leta 1227 n. št., poimenoval pa ga je po abasidskem kalifu Al-Mustansirju in ga zgradil v Bagdadu v Iraku. Medresa je poučevala veliko različnih predmetov, vključno z medicino, matematiko, literaturo, slovnico, filozofijo in islamskimi verskimi študijami. Vendar je bil glavni poudarek izobraževanja islamsko pravo. Postala je najvidnejši in najvišji center za islamske študije v celotnem Bagdadu. Medrese v obdobju Abasidov so bile uporabljene kot prevladujoč instrument za spodbujanje širjenja sunitske misli, pa tudi kot način za razširitev pobožnih idealov ustanovitelja.
Arhitektura medrese je bila tudi pomemben primer islamskega arhitekturnega razvoja v Bagdadu. Medresa je v svoji zgodovini doživela več obdobij propadanja in ponovnega vzpona. Najpomembnejše poslabšanje arhitekture in položaja medrese v Bagdadu je bilo mongolsko obleganje Bagdada (1258). Danes je medresa v fazi restavriranja, ki ga nadzoruje Direktorat za starine v Iraku. Trenutno je del univerze al-Mustansirija in stoji na levem bregu reke Tigris. Sosednje znamenitosti so tržnica Suk al-Sarai, Bagdadijev muzej, ulica Mutanabi, Abasidska palača in Kalifova ulico.

## Zgodovina

### Ustanovitev
Medreso je ustanovil kalif Al-Mustansir. Za študij so jo odprli 6. aprila 1233, ob njeni otvoritvi pa so priredili veliko slavje in pogostitev. Bila je prva islamska univerza, na kateri je študij prava temeljil na štirih šolah mišljenja; Hanafi, šafiji, maliki in hanbali in vsi so bili združeni v »eno šolo«. To je navdihnilo medreso al-Salihija v Kairu, ki je bila ustanovljena skoraj desetletje po medresi al-Mustansirija in je tudi poučevala štiri miselne šole v eni. Medreso je vodil ravnatelj, ki so ga izbrali višji državni uslužbenci. Ravnatelju je pomagalo nekaj pomočnikov, na čelu z nadzornikom, ki je bil kot finančni inšpektor. Najetih je bilo tudi nekaj delavcev, ki so služili učiteljem in študentom. Učitelji so bili običajno sestavljeni iz višjih šejkov in imamov iz Iraka, Levanta in Egipta, ki so bili znani po svojih globokih raziskavah in študiju. Nekaterim učiteljem so pomagali tudi višji učitelji. Uslužbenci medrese so imeli tudi plačo. Leta 1235 je bila na vhodni avli al-Mustansirije dokončana zgodnja monumentalna budilka na vodni pogon, ki je oznanjala določene ure molitve in čas tako podnevi kot ponoči.

### Izobraževanje in značilnosti
Znotraj šole islamskih študij so obstajale posebne delitve islamskega znanja. Delitve so vključevale Dar al-Qur'an in Dar al-Hadith. Dar al-Qur'an ali Hiša Korana je bila posvečena preučevanju in recitiranju Korana. Tam je bil določen recitator in sodelavec, ki je pomagal pri poučevanju učencev. Poleg dijakov je bilo v kompleksu nastanjenih trideset sirot. Vsem študentom, vključno s sirotami, je bila določena enaka plača, kruh in enolončnica. Dar al-Hadith je bil posvečen preučevanju izrekov in izročil preroka Mohameda. Znotraj te šole je bil višji učenjak ali šejh, ki je imel najvišji izobraževalni položaj v šoli.
Poleg tega je bila v medresi al-Mustansirija nastanjena medicinska šola. Medicinsko fakulteto je vodil višji muslimanski zdravnik, ki je moral imeti zaposlenih deset študentov. V medresi je bila tudi bolnišnica, ki je študentom medicine omogočala učenje in prakticiranje medicine v istem kompleksu.
Medresa Al-Mustansirija je vključevala različne stavbe, kot so hamam, javna bolnišnica, lekarna, skladišče hrane in kuhinja. Tam je bil tudi prostor namenjen študentskim domovom. Medresa je svojim učencem zagotavljala hrano, nastanitev, obleko in mesečno štipendijo. Njena knjižnica je imela prvotno zbirko 80.000 zvezkov, ki jih je podaril kalif. Zbirka naj bi narasla na 400.000 zvezkov, čeprav so bila poročila o obeh številkah morda pretirana. Čeprav je knjižnična zbirka preživela mongolsko plenjenje leta 1258 n. št., so jo združili z al-Nizamijahovo medreso leta 1393 n. št., katere zbirka je bila nato razpršena ali je izginila. Zaradi osmanske invazije in zavzetja Bagdada leta 1534 n. št. so bile knjige iz palač in knjižnic odvzete kot vojni plen in postale pomemben del kraljeve knjižnice v Konstantinoplu.

### Propad in kasnejša uporaba
Po 13. stoletju je medresa doživela obdobje upada v pomembnosti, ki so ji sledila nihajoča stoletja namena in moči. Široko razširjeno uničenje in osvajanje Mongolov po vsem Bližnjem vzhodu je povzročilo prve stopnje preoblikovanja kompleksa. Mongolsko plenjenje leta 1258 je opustošilo dele medrese, ki so bili pozneje obnovljeni. Po prvem napadu so se Mongoli naselili v Bagdadu pod cesarji Il-Kanidov. Med uglednimi ljudmi v tem obdobju je bil knjižničar in zgodovinar Ibn al-Fuvati, ki se je leta 1281 vrnil v Bagdad in bil imenovan za direktorja medrese. Pod Timur Lenkom so medrese v Bagdadu, vključno s to, močno trpele in študij v njih je bil prekinjen. Dvakrat je bil Bagdad uničen, prvič leta 1392 in drugič leta 1400, in uničene njegove šole; v Samarkand so odpeljali številne njegove pisce, inženirje in arhitekte. Medresina knjižnica je prav tako izgubila na tisoče knjig in veliko število njenih učenjakov je takrat zapustilo Bagdad v Egipt, Levant in druge islamske države. Dve stoletji po Timur Lenkovem uničenju je leta 1589 je prišlo do poskusa oživitve, vendar je leta 1638 zaprla svoja vrata. Na njenem mestu je bila ustanovljena mošeja-medresa al-Asifja in povezana z medreso.
Leta 1534 so osmanski Turki prevzeli nadzor in ohranili stabilno vladavino do britanskega pristopa v začetku 20. stoletja. V poznem 18. do zgodnjem 20. stoletju je bila medresa al-Mustansirija večinoma uporabljena v vojaške namene, kot je služila kot kraj za počitek in vir, pa tudi kot skladišče za vojaške uniforme. Ta večnamenska stavba je v 18. stoletju postala znana tudi kot Kan al-Muvasilah posebej, ko je služila kot karavanseraj za trgovce, ki so šli skozi Bagdad. Z leti je bila medresa zanemarjena in velik del stavbe je bil izgubljen do leta 1960, ko je iraška vlada obnovila kompleks medrese in jo odprla za obiske in turiste kot zgodovinski spomenik.

## Arhitektura

### Lega
Medresa Al-Mustansirija je ena od edinih še stoječih stavb, ki dokazujejo vlogo Bagdada kot središča islamske umetnosti in vlogo mesta pri razvoju geometrijskih ornamentov. Postavitev medrese je osnovni tloris s štirimi ivani, ki se prilega dvonadstropni pravokotni zgradbi z velikim dvoriščem. Vsaka šola islamskega prava je bila določena v ločenem kotu stavbe.

### Okraski
Nekatere glavne okrasne značilnosti so muqarnas; serija medsebojno povezanih obokov, ki se uporabljajo za poudarjanje zoženih območij kupol ali zunanjosti minaretov in kupol. Al-Mustansirija vključuje arabeske in izrezljane opečne dekoracije v zunanji tristranski fasadi. Glavni vhod je sestavljen iz treh stožčastih lokov, zvezd in mnogokotnikov ter napisa, ki opisuje pokrovitelja stavbe, Al-Mustansirja. Na zunanji fasadi vhodnih lokov se spominjajo tudi prejšnje omajadske in abasidske teme listja in zelenja. Drugi vhodi so bogato okrašeni z geometrijskimi vzorci cik-cak, kvadratnimi motivi in okraski, osredotočeni okoli vode. Jugozahodni vhod vključuje tudi kasnejši napis o osmanskem sultanu Abd al-Azizu.
- Splošni elementi medrese
- Vrata medrese, ki vključujejo verze iz Korana
- Dvorišče medrese
- Tri obokane odprtine kompleksa medrese
- Znotraj enega od hodnikov v drugem nadstropju
- Streha, ki vključuje kupolo medrese

## Vodna ura
Obstajajo dokazi, ki kažejo, da je medresa leta 1235 vsebovala primer zgodnje monumentalne ure na vodni pogon, ki je podnevi in ponoči na vhodni veži oznanjala določene ure molitve in čas. Uro naj bi izdelal človek po imenu Ali Ibn Tha’lab in naj bi temeljila na tradicionalnih urah, ki so jih takrat našli v Damasku. Ura je vključevala kovinska in zlata vrata; ptičje figurice, ki spuščajo kovinske krogle v posode, ki sporočajo pretečeno uro čez dan, pa tudi funkcije in osvetlitev, ki naznanjajo noč, kar zrcali gibanje nebesnih teles. Poleg tega je bila ura zelo podrobno omenjena v aI-Hawadith al-Jami'a Wal-Tajarub al-Nafi'a Fi al-Mi'a al-Sabi'a Ibn al-Fuwatija, ki je obravnaval obdobje Iraka pred mongolsko invazijo. Ker je bil Ibn al-Fuvati rojen v Bagdadu, je varno domnevati, da je bil naslednji opis, ki ga je dal na uri, bodisi njegova priča očividca bodisi tisti, ki ga je slišal iz prve roke od druge osebe. Ibn al-Fuvati pripoveduje:

»Na zunanji steni tega števca je bil krog, na katerem so bila upodobljena nebesa, na njem pa je bilo veliko fino okrašenih bronastih lokov, v katerih so bila fino okrašena vrata. V krogu sta bila dva modela sokola, izdelana iz zlata, vsak v zlati skledi. Dva bronasta kroglična ležaja sta bila nameščena za vsakim sokolom, tako da ju opazovalec ni videl. V trenutku, ko je pretekla ura, so se usta vsakega sokola odprla in ven so padli kroglični ležaji. Vsakič, ko je padla kroglica, so se odprla ena od vrat znotraj lokov. Vrata so bila zlata, potem pa so postala srebrna (tj. zlata vrata so zamenjala srebrna). Ko kroglice padejo v spodnje posode, se vrnejo v svoje prvotne položaje. Nato se zlati planeti dvignejo v azurno nebo znotraj te upodobitve nebes sočasno z vzponom pravega sonca na nebu. Premikajo se [na številčnici ure] z zrcaljenjem gibanja sonca po nebu [tako da se sčasoma] spustijo in izginejo s sončnim zahodom. Ko nastopi noč, so planeti, ki se postopoma pojavljajo [opazovalcu] zaradi svetlobe, ki žari izza njih. [Moč] svetlobe, ki jo oddajajo diski planetov, [postopoma raste in] doseže največjo intenzivnost po izteku polne ure. Nato se ta proces začne v naslednjem planetnem disku in tako naprej, dokler se noč ne konča in sonce ne začne vzhajati. Na ta način lahko izveste čase molitev.«

## Sodobna uporaba in obnova
Leta 1973 je medreso al-Mustansirija nadzoroval Direktorat za starine v Iraku. Od takrat je bil kompleks v doslednem stanju rekonstrukcije. Pred kratkim so porušili sodobne stavbe, ki obkrožajo medreso, z namenom obnovitve prvotnega obsega kompleksa. Zaradi rekonstrukcije in ohranitve tega kompleksa ima medresa al-Mustansirija še vedno pomembno vlogo v Bagdadu, saj je zdaj del univerze al-Mustansirija. Trenutno za kompleks medrese skrbi minister za kulturo. Leta 2013 je bila zaradi velikega pomena in pomena v islamski zgodovini vključena na seznam Organizacije za izobraževanje, znanost in kulturo islamskega sveta (ISESCO). Na splošno medresa al-Mustansirija velja za prvo univerzo svojega časa. Leta 2020 je bila zaprta zaradi vzdrževanja in obnove, čeprav se je obnova raztegnila zaradi pandemije Covid-19. Kompleks je tudi ograjen z železno ograjo, ki ga obdaja z vseh strani.